# Georg de Gysser
Georges (Georg) Alexander Alfred H. de Gysser, född 7 december 1898 i Ryssland, död 17 maj 1975 i Stockholm, var en svensk skådespelare och kläddesigner.

## Filmografi
Roller
- 1924 – När millionerna rulla
- 1929 – Konstgjorda Svensson

Kläder
- 1937 – Ryska snuvan